# Giovanni Battista Bugatti

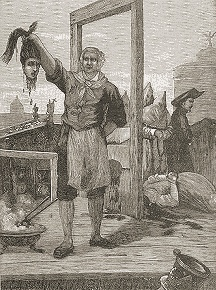
Giovanni Battista Bugatti, alias Mastro Titta met in zijn hand het hoofd van een geëxecuteerde vrouw

Giovanni Battista Bugatti (Senigallia, 6 maart 1779 – aldaar, 18 juni 1869) alias Mastro Titta was de officiële beul van de Kerkelijke Staat van 1796 tot aan 1865.

## Biografie
Over Bugatti's vroege leven is weinig bekend. Zijn naam werd voor het eerst genoemd in 1796, toen hij op 16-jarige leeftijd optrad als beul bij zijn eerste executie. De daaropvolgende 69 jaar zou hij uit naam van de Kerkelijke Staat nog 515 terechtstellingen uitvoeren, het merendeel met gebruikmaking van de door de Fransen geïntroduceerde guillotine. Voor zijn optreden als beul ontving hij namens de paus vrijstellingen met betrekking tot belastingbetaling, werd hem per executie een kleine en symbolische geldelijke vergoeding verleend en woonde hij onder bescherming samen met zijn vrouw in de Romeinse wijk Trastevere. Om in zijn levensonderhoud te voorzien beschilderde Giovanni onder meer parasollen, die hij aan toeristen in Rome verkocht.
De rechtvaardiging van zijn optreden als beul zou onder meer geïnspireerd zijn door een uitspraak van de heilige Augustinus van Hippo, die meende dat “de uitvoerder van de autoriteit [=paus] slechts een zwaard in de hand van God was, die op geen enkele wijze in strijd handelde met het gebod “Gij zult niet doden” wanneer deze de doodstraf uitvoerde.” Het was daarom, dat Bugatti meende dat zijn executies golden als rechtvaardig waarbij de veroordeelden gezien moesten worden als lijdenden. Het belang van zijn werk werd door Giovanni zelf vastgelegd, waardoor een volledig inzicht verkregen kan worden waarom, waar en wanneer een ter dood veroordeelde door Giovanni werd geëxecuteerd.
In 1865 verleende paus Pius IX Bugatti toestemming om met pensioen te gaan. Hiervoor ontving hij een jaarlijkse uitkering van dertig scudi als dank voor zijn lange dienstverband.
Bugatti overleed in 1869, een jaar voor de definitieve opheffing van de Kerkelijke Staat. In het Museo Criminologico (Museum van Criminologie) te Rome bevinden zich vandaag de dag de met bloed besmeurde kledij van Giovanni en de materialen (bijl en guillotines) die Giovanni gebruikte.

## Bijzonderheden
Bugatti’s voornamen verwijzen op haast cynische wijze naar Johannes de Doper (It: Giovanni Battista), de Bijbelse profeet die aan zijn einde kwam door onthoofding. Een ander opmerkelijk gegeven is, dat een van de werkterreinen van Bugatti zich bevond bij de Romeinse kerk San Giovanni Battista Decollato (de kerk vernoemd naar en gewijd aan de onthoofde Johannes de Doper).
Een van Bugatti’s executies, van 8 maart 1845, werd door de Engelse auteur Charles Dickens beschreven in zijn werk Pictures from Italy, een reisverslag van zijn rondreis door Italië. Het betrof hier de terechtstelling van een uit Viterbo afkomstige man die een Beierse gravin vermoord had op haar pelgrimsreis naar Rome.

## De kerk en de doodstraf
De toepassing van de doodstraf binnen de Kerkelijke Staat (en daarbuiten op voordracht van kerkelijke bestuurders) en de rechtvaardiging daarvan kende een lange geschiedenis. Meest berucht hierbij was het optreden van de Inquisitie in haar strijd tegen vermeende ketters. Maar ook andere verdachten, struikrovers en moordenaars, werden door kerkelijk rechtbanken veroordeeld tot de doodstraf.
In 1952 verwoordde paus Pius XII het nog als volgt: “Het is aan de wereldlijke macht om de veroordeelde het voordeel tot leven weg te nemen, als boetedoening voor zijn fout, wanneer hij zichzelf al het recht op leven ontnomen heeft.”
Paus Johannes Paulus II die in zijn encycliek Evangelium Vitae van 25 maart 1995 de doodstraf afwees hoewel hij nog wel sprak van een eventuele rechtvaardiging van terechtstellingen om zo “de maatschappij te verdedigen”, zou later een fel tegenstander worden van de doodstraf. Deze werd door de paus omschreven als “wreed en onnodig”.